# Mizuho Kusanagi
Mizuho Kusanagi (草凪 みずほ?  Kumamoto, 3 de febrero de 1979) es una artista japonesa de manga. Escribe mayormente shōjo, demografía usualmente dirigida a mujeres jóvenes. Su obra más conocida es Yona, princesa del amanecer (暁のヨナ Akatsuki no Yona?).

## Trayectoria
Su primera serie, Yoiko no Kokoroe, se publicó en 2003 en la revista Hana to Yume de la editorial Hakusensha.
Yona, princesa del amanecer (暁のヨナ Akatsuki no Yona?) empezó a serializarse en 2009, también en Hana to Yume. Tuvo una adaptación al anime en 2014 por parte de Studio Pierrot con una temporada de 24 capítulos; un OVA fue realizado en 2015. El manga obtuvo el premio Denshi Shoseki Taishō (un premio para ebooks) de Hakusensha en 2015 y 2021.

## Trabajos
- Game × Rush
- Mugen Spiral
- NG Life
- Yona, princesa del amanecer (暁のヨナ Akatsuki no Yona?)
- Kuroorihime to Kawaki no Ou
- Yoiko no Kokoroe